# Jacopo Caldora
Jacopo Caldora ou Giacomo Caldora (né à Castel del Giudice en 1369 et mort à Colle Sannita le 15 novembre 1439) est un condottiero italien .

## Biographie
Jacopo Caldora est né à Castel del Giudice  alors partie du royaume de Naples , dans une famille de feudataires. Jacopo est le fils de Giovanni Antonio Caldora et de Rita Cantelmo, une noble de la  famille Cantelmo d'origine française. Il a deux frères, Restaino et Raimondo. Il commence sa carrière militaire sous Braccio da Montone, et, de retour sur ses terres, les agrandit en engageant des mercenaires des montagnes environnantes. Appelé à la cour napolitaine par la reine Jeanne II d'Anjou, il devient le favori du ministre Sergianni Caracciolo .
Il était le seigneur féodal d' Anversa, Arce, Bari, Campo di Giove, Monteodorisio, Pacentro, Palena, Trivento, Valva et Vasto .

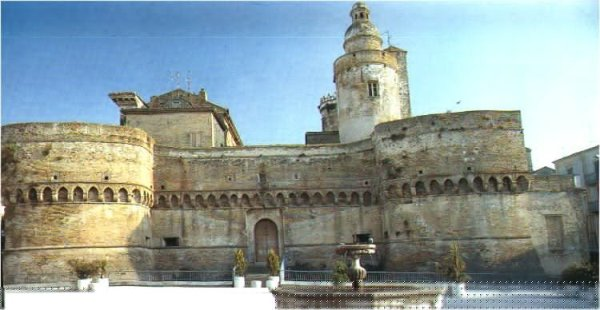
Château Caldoresco à Vasto

Dans la tourmente politique, Caldora devient général d' Alphonse V d'Aragon dans sa conquête du royaume. Lorsque les troupes aragonaises sont assiégées à Naples, il change de camp, devenant gran connestabile de la reine Jeanne et adjoint de Muzio Attendolo Sforza  commandant en chef du royaume. Lorsque ce dernier se noie avant la bataille de L'Aquila en 1424, Caldora mène l'armée angevine à la victoire.
Il  continue à défendre la cause angevine après le retour d'Alphonse. En 1431, il part combattre les excommuniés de Colonna dans le sud du Latium, mais  soudoyé il reste inactif. Lorsque son protecteur Sergianni Caracciolo meurt et que le mariage de sa fille Maria avec Francesco Sforza est annulé par le pape Martin V, il retourne dans ses terres.
Il meurt lors du siège de Colle Sannita, près de Bénévent . Il est enterré  dans une chapelle construite par sa mère pour la famille en 1412  dans l' abbaye du Saint-Esprit (connue sous le nom de Badia Morronese), près de Sulmona ..
Son fils Antonio Caldora est également un condottiero rangé du côté de la faction d'Anjou contre Ferdinand d'Aragon qui l'a mené à sa perte  et à la fin de la dynastie Caldora lors du siège de Vasto en 1464.